# Никотинска зависност
Никотинска зависност је зависност од психоактивне супстанце која се развија дуготрајним уношењем дуванског дима или жвакањем дувана.